# Pomnik Niepodległości w Phnom Penh

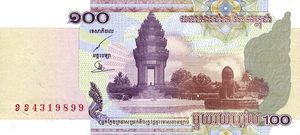
Pomnik na awersie banknotu 100 rieli kambodżańskich

Pomnik Niepodległości (khm. វិមានឯករាជ្យ) – pomnik znajdujący się na skrzyżowaniu bulwaru Norodoma i bulwaru Sihanouka w centrum Phnom Penh, wzniesiony w celu upamiętnienia wyzwolenia się Kambodży spod panowania francuskiego w 1953 roku.
Pomnik ma formę 37-metrowej stupy w kształcie kwiatu lotosu w stylu podobnym do świątyni Banteay Srei, jego żelbetowa konstrukcja została wykończona z czerwonego i szarego marmuru. Został on zaprojektowany przez kambodżańskiego architekta Vanna Molyvanna, któremu to zadanie zlecił osobiście w 1958 roku Norodom Sihanouk. Oficjalne odsłonięcie miało miejsce w 1962 roku. 
Co roku pod pomnikiem odbywają się oficjalne obchody Dnia Niepodległości, spełnia on również funkcję miejsca pamięci poświęconego poległym w walce o wolność Kambodży.
W parku po jego wschodniej stronie zlokalizowany jest Pomnik Norodoma Sihanouka.